# Tellina amianta
Tellina amianta är en musselart som beskrevs av Dall 1900. Tellina amianta ingår i släktet Tellina och familjen Tellinidae. Inga underarter finns listade i Catalogue of Life.